# Celebration (singolo Madonna)
Celebration è un singolo pubblicato il 31 luglio 2009 della cantautrice statunitense Madonna. È il primo singolo estratto da Celebration, raccolta di successi della cantante.

## Il singolo
Il singolo è stato lanciato nelle radio il 3 agosto 2009 e pubblicato come disco nei negozi il 25 settembre 2009 in Italia, mentre negli Stati Uniti il 29.
La canzone, pubblicata in anteprima sul sito della cantante, è stata pubblicata anche da alcuni siti internet.
Il singolo, in Italia, è alla posizione n.14, della classifica FIMI riguardante i singoli più venduti nel 2009 Ha riscosso un discreto successo mondiale vendendo circa 3 milioni di copie fino ad oggi.
Il testo della canzone invita gli ascoltatori ad unirsi alla festa e festeggiare. Il testo è scritto nella forma di un invito, e chiede di unirsi al "ballo della vita".

## Il video

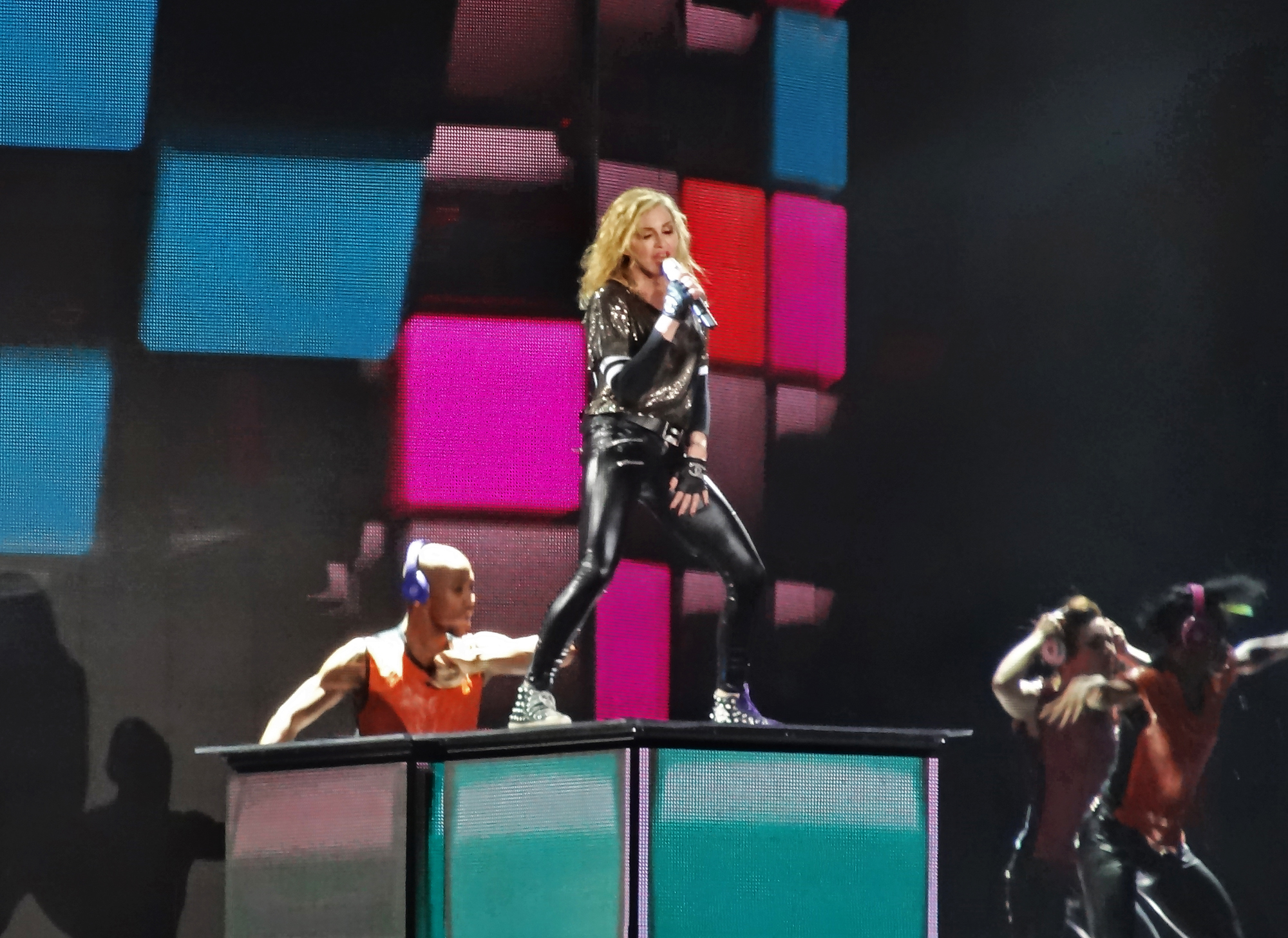
Madonna canta Celebration durante il MDNA Tour 2012.

Il video di Celebration è stato girato al Metropol di Milano e Barcellona, durante le tappe dello Sticky & Sweet Tour. Per il video è stata usata la versione Benny Benassi Remix Edit. Il video è stato trasmesso in anteprima mondiale il 1º settembre. Nel video la cantante statunitense balla in una discoteca insieme ad altri ballerini di break-dance. A metà del video, durante la strofa "Haven't I seen you in somewhere before? You look familiar... you wanna dance? Yeah. I guess I just don't recognize you with your clothes on... what are you waiting for?!" ("non ti ho già visto da qualche parte prima? Mi sembri familiare... vuoi ballare? Sì. Penso di non averti riconosciuto con i tuoi vestiti addosso... cosa aspetti?!"), Madonna, si avvicina al DJ della discoteca, interpretato dal modello Jesus Luz, fidanzato della cantante nel periodo di realizzazione del video, e, tra risatine divertite, gli strappa di dosso la giacca, lasciandolo a torso nudo. Segue l'alternarsi di scene con la cantante che amoreggia col fidanzato, e con i suoi fan che ballano break-dance; al termine della strofa, Madonna respinge il compagno e continua a ballare da sola in una stanza.
Sempre diretto da Jonas Akerlund e sempre con il Benny Benassi Remix Edit, è stato girato un'altra versione di Celebration, dedicata ai fan. Madonna è sempre vestita come nella prima versione, ma al posto dei ballerini di break-dance, appaiono dei suoi fan, scelti durante le tappe di Barcellona e Milano, alcuni vestiti come Madonna nei video passati. I fan che partecipano al videoclip sono stati scelti nello stadio dove è avvenuto il concerto di S&S Tour.
L'unico fan brasiliano che ha partecipato è Marcelo Carbone, che adesso vive in Italia.

## Tracce
- CD Maxi-Singolo (Regno Unito, Europa)[7]

1. "Celebration" (Album Version) – 3:34
2. "Celebration" (Oakenfold] Remix) – 6:35
3. "Celebration" (Benny Benassi Remix) – 5:31
4. "Celebration" (Oakenfold Remix Dub) – 6:35
5. "Celebration" (Benny Benassi Remix Edit) – 4:01
6. "Celebration" (Johnny Vicious Club Remix) – 7:59

- CD Maxi-Singolo (Germania)[8]

1. "Celebration" (Album Version) – 3:34
2. "Celebration" (Benny Benassi Remix) – 5:31
3. "Celebration" (Benny Benassi Dub) – 6:03

- CD Maxi-Singolo (Stati Uniti)[9]

1. "Celebration" (Oakenfold Remix) – 6:35
2. "Celebration" (Benny Benassi Remix) – 5:31
3. "Celebration" (Paul Oakenfold Dub Mix) – 6:35
4. "Celebration" (Benny Benassi Remix Edit) – 4:01
5. "Celebration" (Benny Benassi Dub) – 6:03
6. "Celebration" (Johnny Vicious Club Remix) – 7:59

- 12" Picture Disc (Regno Unito, Europa)[10][11]

1. "Celebration" (Album Version) – 3:34
2. "Celebration" (Benny Benassi Remix) – 5:31
3. "Celebration" (Paul Oakenfold Remix) – 6:35
4. "Celebration" (Paul Oakenfold Dub Mix) – 6:35

- Download digitale – Remixes[12]

1. "Celebration" (Benny Benassi Remix Edit) – 4:01
2. "Celebration" (Benny Benassi Remix) – 5:31
3. "Celebration" (Benny Benassi Dub) – 6:03
4. "Celebration" (Oakenfold Remix Dub) – 6:35
5. "Celebration" (Oakenfold Remix) – 6:35
6. "Celebration" (Johnny Vicious Club Remix) – 7:59

- Download digitale – Remix feat. Akon[13]

1. "Celebration" (feat. Akon) (Akon Remix) – 3:54[14]

## Remix ufficiali
- Album Version - 3:35
- Benny Benassi Remix - 5:29
- Benny Benassi Dub - 6:00
- Benny Benassi Remix Edit - 4:01
- Paul Oakenfold Remix - 6:32
- Paul Oakenfold Dub - 6:32
- Johnny Vicious Club Remix - 7:58
- Johnny Vicious Radio Mix - 3:43
- Johnny Vicious Club Dub - 5:41
- Johnny Vicious Private Anthem Mix - 6:22
- Felguk Love Remix - 6:37
- Club Remix feat. Wynter Gordon - 3:35
- David Guetta Remix feat. Akon - 3:55
- Instrumental - 3:29

## Crediti
- Madonna:— Voce e autrice
- Paul Oakenfold:— Produttore
- Ciaran Gribbin:— Base musicale
- Ian Green:— Base musicale

## Cronologia delle pubblicazioni
| Paese             | Data              | Formati           |
| ----------------- | ----------------- | ----------------- |
| In tutto il mondo | 3 agosto 2009     | Download digitale |
| Germania          | 11 settembre 2009 | CD Singolo        |
| Regno Unito       | 14 settembre 2009 | CD Singolo        |

## Classifiche
| Classifica (2009)                   | Posizione massima |
| ----------------------------------- | ----------------- |
| Belgio (Flanders)                   | 3                 |
| Belgio (Wallonia)                   | 3                 |
| Bulgaria                            | 1                 |
| Germania                            | 2                 |
| Polonia                             | 5                 |
| Canada                              | 5                 |
| Danimarca                           | 6                 |
| Paesi Bassi                         | 5                 |
| Europa                              | 1                 |
| Finlandia                           | 1                 |
| Irlanda                             | 3                 |
| Israele                             | 8                 |
| Italia                              | 1                 |
| Giappone                            | 6                 |
| Norvegia                            | 5                 |
| Slovacchia                          | 1                 |
| Spagna                              | 7                 |
| Svezia                              | 1                 |
| Svizzera                            | 5                 |
| Ungheria                            | 1                 |
| U.S. Billboard Hot 100              | 71                |
| U.S. Billboard Hot Dance Club Songs | 1                 |